# 11-комірник
| 11-комірник | 11-комірник                                    |
| --- | ---------------------------------------------- |
| 11 напівікосаедрів із вершинами, позначеними 0..9, t. Кольори граней, якими вони приєднані, вказано кольоровим квадратиком. |                                                |
| Тип | абстрактний правильний 4-вимірний многогранник |
| Комірки | 11 напівікосаедрів                             |
| Граней | 55 {3}                                         |
| Ребер | 55                                             |
| Вершин | 11                                             |
| Вершинна фігура | (напівдодекаедр)                               |
| Символ Шлефлі | {3,5,3}                                        |
| Група симетрії | L2(11) (порядок 660)                           |
| Двоїстий | самодвоїстий                                   |
| Властивості | правильний                                     |

У математиці 11-комірник — це самодвоїстий абстрактний правильний 4-вимірний многогранник. Його 11 комірок є напівікосаедрами. Він має 11 вершин, 55 ребер та 55 граней. Його групою симетрії є спеціальна проєктивна лінійна група L2(11), так що многогранник має 660 симетрій. Він має символ Шлефлі {3,5,3}.
Бранко Грюнбаум 1977 року виявив 11-комірник, побудувавши його шляхом з'єднання напівікосаедрів по три на кожне ребро, поки фігура не замкнулася. 11-комірник незалежно відкрив Коксетер 1984 року, який глибше вивчив структуру й симетрії многогранника.

## Пов'язані многогранники
Ортографічна проєкція 10-симплекса з 11 вершинами та 55 ребрами.
Абстрактний 11-комірник містить таке саме число вершин і ребер, що й 10-вимірний 10-симплекс, і містить 1/3 його 165 граней. Таким чином, його можна намалювати як правильну фігуру в 11-вимірному просторі, хоча тоді його напівікосаедричні комірки косі, тобто кожна комірка не міститься в евклідовому 3-вимірному підпросторі.